# Heinzenhausen
Heinzenhausen an der Lauter ist eine Ortsgemeinde im Landkreis Kusel in Rheinland-Pfalz. Sie gehört der Verbandsgemeinde Lauterecken-Wolfstein an.

## Geographie
Der Ort liegt im Lautertal im Nordpfälzer Bergland. Im Norden befindet sich Lohnweiler, im Südosten Hohenöllen und südlich liegt Wolfstein.

## Geschichte
Erstmals urkundlich erwähnt wurde der Ort im Jahr 1279. Heinrich von Hohenecken und dessen Ehefrau Margarete boten dem König Rudolf dem I. als Entschädigung für den Verkauf des Hofes Mittelrohrbach unter anderem eine Wiese in Heinzemanneshusen an.
Er gehörte später zur Grafschaft Veldenz, später zur Kurpfalz.
Deutung des Namens: 1279 und 1282 Heinzemanneshusen; 1379 Heintzenhusen; 1380 Heintzinhusen; 1387 Heintzenhausen; 1787, 1828 und 1837 Heinzenhausen.
Koseform von Heimrich bzw. jüngerem Heinrich über Heino und Heini zu Heinzemann. Der Rufname Heinzemann ist eine Bildung, wie sie im 13./14. Jahrhundert besonders beliebt war. Damit erhalten wir auch einen Hinweis über die Entstehung des Namens Heinzenhausen (siehe E. Christmann: Die Siedlungsnamen in der Pfalz.).

## Politik

### Bürgermeister
Sonja Wolke wurde 2024 Ortsbürgermeisterin von Heinzenhausen.
Ihr Vorgänger war Frank Kohl seit 2019. Da bei der Direktwahl am 26. Mai 2019 kein Bewerber angetreten war, erfolgte die anstehende Wahl des Bürgermeisters gemäß Gemeindeordnung durch den Rat. Dieser entschied sich einstimmig für Frank Kohl. Sein Vorgänger Wilhelm Kolter hatte das Amt zehn Jahre ausgeübt.

## Verkehr
In Heinzenhausen befindet sich ein Bahnhof der Lautertalbahn, die den Ort mit Kaiserslautern und Lauterecken verbindet. Am Ort führt die Bundesstraße 270 vorbei.